# گمینا ویانزوو
گمینا ویانزوو (به لهستانی:  Gmina Wiązów) یک گمینا در لهستان است که در شهرستان ستژلین واقع شده‌است. گمینا ویانزوو ۱۴۱٫۸۲ کیلومتر مربع مساحت و ۷٬۳۷۲ نفر جمعیت دارد.